# 鹿持雅澄
鹿持 雅澄（かもち まさずみ、寛政3年4月27日（1791年5月29日） - 安政5年8月19日（1858年9月25日））は、江戸時代後期の国学者。名称は藤田。号は山斉または古義軒。別名は柳村愿太。飛鳥井深澄、藤原太郎雅澄とも名乗った。

## 生涯
寛政3年（1791年）4月27日、土佐国土佐郡福井村（現在の高知県高知市）に生まれた。柳村家の先祖は土佐一条氏に仕えた飛鳥井雅量、父柳村惟則（尉平)の家格は白札(上士待遇)であった。しかし、居住地が僻遠であったことから生活は苦しく、雅澄の代には赤貧であったという。
17歳の頃から儒学を中村隆蔵に、国学を宮地仲枝に学んだ。書籍を買える家計ではなかったので、知人から本を借り歩いては耽読した。
浦奉行下役に任ぜられた後、家老・福岡孝則の知遇を得て、藩校教授館下役、同写本校正係に抜擢された。これを機に福岡家の書籍閲覧を許され、雅澄の『万葉集』研究が開花する事となった。当初の研究目的は、歌作の参考に古道を求めた為であった。
安政5年（1858年）8月19日没。享年68。墓所は高知市福井町の鹿持神社にある。
大正4年（1915年）、正五位を追贈された。

## 業績
学問の成長とともに福井村の邸宅は国学塾古義軒となり、子弟の教育にも力を入れた。その中には武市半平太や吉村虎太郎などがいる。藩政にもしばしば参加し、上書して国学を藩校に採用された。また、古典の研究を藩の主宰の下で行い、古義軒の塾を藩校の管理下に置き、土佐藩の国学の地位向上に努力した。
生涯を捧げた著述『万葉集古義』は、脱稿後も半世紀にわたって改訂に改訂を重ね、谷真潮以来の土佐万葉学の集大成であると共に、国学研究の記念碑的存在となった。生前に上梓はされず、雅澄の門下生である佐々木高行などから、『万葉集古義』の存在を知らされた明治天皇が、使者を土佐に遣わして散逸した稿本を集め、明治24年（1891年）に出版に至った。大正・昭和期にも度々出版され、吉川弘文館（明治45年刊の旧国書刊行会全10巻の復刻版）他がある。
国語学においても、幾つかの卓説を示している。『万葉集古義』の付録として『雅言成法』『針嚢』『結詞例』などを残したが、そこで雅澄は『万葉集』において本居宣長が中世和歌について係り結びを立てたのとは別種の法則が存在することを検出し、結果として宣長が説き及ばなかった歴史的変化を明確にした。また、『舒言之転例』では延言に3種があることを多数の用例から立論し、『雅言成法』では約言が年代の経過で発生した訛りであることを細論した。『用言変格例』では、四段活用が動詞の原形であるとし、それ以外の活用は全て四段活用からの転成であるとした。いずれも『万葉集』研究から派生したものであるが、きわめて独創的である。
歌人としての雅澄は特に長歌に優れ、その和歌は『山斎集』にまとめられた。他に動植物を描いた『万葉集品物図絵』がある。

## 人物
学問のほかは何もできない、世俗には無能の人物であることを思わせる逸話が、雅澄には幾つかある。
- 貧乏な生活であったから、米も毎日小買いをしていたが、ある時米屋に行く途中で花を売っている老人に出会い、そこで花の色の美しさに見惚れた雅澄は、米を買う金で花を購入し、一日中それを眺めていた[7]。
- 住んでいた家は、雨天の際に必ず酷い雨漏りがするほどであったが、雅澄は少しも意に介さず、場所を変えては読書に耽った[7]。
- 雅澄は常に「事を考えるには、精神の静まることが必要であるが、これには良い方法がある。米をつく時に杵の音に合わせて難解の語句を静かに誦していると、米が白くなった時には、大抵の難解も分かる」と言っていた[7]。

## 家族
- 祖父：柳村惟政
- 父：柳村惟則(尉平) - 婿養子、実は野見自守の子
- 母：柳村惟政の娘・さよ
- 妻：武市正久の娘・菊子
  - 嫡男：鹿持雅慶(孫平)
    - 孫：飛鳥井雅古 - 陸軍軍人・少佐時代の明治10年に当時の西郷従道陸軍卿代理に姫路城天守閣修理保存を進言・姫路城保存に貢献。
      - 曽孫：飛鳥井雅四 - 陸士18期・陸軍砲工学校高等科第16期優等で陸軍少将・津軽要塞司令官等を歴任。

  - 長女：宮地茂光(亀十郎)の妻